# Marchetto Cara
Marchetto Cara   (Verona, c. 1470 (Gregorià) - Màntua, 1525 (Gregorià)) va ser un compositor italià, llaütista i cantant del Renaixement. Va ser principalment actiu a Màntua, estava ben connectat amb les famílies Gonzaga i Medici, i, juntament amb Bartolomeo Tromboncino, era conegut com a compositor de frottolas (una forma secular lleugera i avantpassat del madrigal).
Es coneix molt poc de la seva primera vida. El 1494 ja era emprat per la cort Gonzaga a Màntua, i evidentment es va quedar allà, sense interrupció, excepte per viatjar a cantar a les ciutats properes, fins a la seva mort. Entre els seus deures van ser dirigir els cantants tant a la Catedral de "San Pietro" (Màntua) com a la propietat privada de la família Gonzaga. Com a amants i mecenes de la música, van emprar nombrosos músics, i Cara va ser el principal entre ells: va escriure música per a casaments, ocasions d'estat, d'intermedi i d'entreteniment privat, creant així algunes de les músiques lleugeres més refinades. Juntament amb Tromboncino, va ser el compositor més famós del grup, i les seves composicions van continuar sent recollides i publicades després de la seva mort.
Probablement va morir el 1525, ja que la seva vídua es va tornar a casar a principis de 1526, i en aquella època hi havia un requisit legal perquè una vídua esperés nou mesos abans de tornar a casar-se. Quan va morir, era un home adinerat, que tenia dues cases a la ciutat i dos grans finques del país: evidentment, la família Gonzaga li pagava bé.

Cara va ser famosa no només com a compositor, sinó com a cantant i llaütista a tua, pels seus empresaris, però també va viatjar al nord d'Itàlia, cantant per als Medici, la família Bembo, la família Bentivoglio a Bolonya i altres aristòcrates a Verona, Venècia, Pàdua, Pesaro, Cremona, així com altres ciutats. Baldassare Castiglione va escoltar-lo cantar i va escriure d'ell en el seu famós Llibre del Courtier (Venècia, 1528), en el mateix paràgraf en què elogia a Leonardo da Vinci:
| « | <I no menys, el nostre Marchetto Cara es mou en el seu cant, però amb una harmonia més suau, que amb una manera delectable i plena de felicitat dolenta fa tendre i percata la ment, i li imprimeix fàcilment una passió plena de gran delit>. (traduït per Sir Thomas Hoby, 1561). | » |

## Obres
Encara que predominantment compositor de frottolas, també va escriure algunes peces sagrades, incloent una "Salve Regina" de tres veus (una de les Antífones Marianes) i set Laude spirituali. Les seves frottolas són, en la seva major part, homofòniques, amb petits passatges d'imitació només a inicis de frases; són enganxosos, simpàtics i sovint usen ritmes de ball. La poesia per a la majoria dels seus 100 frottolas és anònima, encara que s'han identificat els autors de 16 poemes. La majoria dels poemes tenen la forma del barzellette, però també hi ha strambotti, sonets, Capitolí i oda. Gairebé tot està en un format de vers-refrany. Una de les fruttolas més conegudes de Cara, "Io non compro più speranza", va ser composta en 1504 i publicada en el primer llibre de Frottolas de Petrucci.
Algunes dels seus fruits més tardans, tenen un caràcter més seriós i prefiguren el desenvolupament del madrigal, que va tenir lloc a finals de la dècada de 1520 i 1530, just després de la seva mort.